# El gato (película de 1971)
El gato (/lə ʃa/, "Le Chat") es una película dramática francesa de 1971 dirigida por Pierre Granier-Deferre y basada en la novela homónima de Georges Simenon de 1967.

## Argumento
Una pareja de jubilados, los Bouin, viven en los suburbios parisinos (en Courbevoie) en los 70, en medio de la convulsión a causa de las obras urbanísticas modernas de la época. Julien Bouin es un antiguo tipógrafo; su mujer, Clémence, es una antigua trapecista de circo la carrera de la cual acabó demasiado pronto a causa de una caída durante un espectáculo. Nunca tuvieron hijos.
Después de 25 años de matrimonio, los sentimientos de la pareja se han roto con el paso del tiempo. Los dos viven ahora a puerta cerrada en su piso suburbano, y la única forma de comunicación son las notas ocasionales dejados en pedazos de papel. En este ambiente de convivencia, ninguno de los dos quiere abandonar la casa que pronto se derribará para dejar paso a las grandes urbanizaciones en construcción en el barrio.
Cuando Julien recoge un gato perdido y le dedica todo su afecto, los celos de Clémence llegan a su cénit y se convierte en odio. Ahora es una guerra silenciosa, amarga e implacable que se está desarrollando alrededor de este gato.

## Reparto
- Jean Gabin como Julien Bouin
- Simone Signoret como Clémence Bouin
- Annie Cordy como Nelly, propietària d'un hotel de Florida
- Jacques Rispal como el Doctor / Doctor
- Nicole Desailly como enfermera
- Harry-Max como el retirado
- André Rouyer como Delegado
- Carlo Nell como agente inmobiliario
- Yves Barsacq como arquitecto
- Florence Haguenauer como Germaine
- Renate Birgo como The Creamer / Dairywoman
- Ermanno Casanova como propietario del café (como Ermano Casanova)
- Georges Mansart como chico con una motocicleta
- Isabel del Río como chica en moto

## Producción
En esta película, los dos "monstruos sagrados" del cine francés, Simone Signoret y Jean Gabin, se enfrontan en esta cámara implacable. Esta fue la 90º película de Gabin, y la que consideraba su mejor película de postguerra.
Le Chat también forma parte de una serie de películas protagonizadas por Jean Gabin y que testifican una forma de rechazo (al cine) de los grandes habitajes en construcción. Le Chat es emblemática en este sentido, de la misma manera que Mélodie en sous-sol de 1963, o Rue des prairies de 1959. Estos grandes decorados que se construyen pero que, a su vez, desptruyen el mundo donde viven los personajes, encarnados per Gabin y Signoret.
La historia de  Le Chat está inspirada en un momento de la vida de la madre del autor, Georges Simenon, y con la que mantuvo una relación bastante difícil.

## Premios y reconocimientos
Festival Internacional de Cine de Berlín
| Año  | Categoría                      | Premiado        | Resultado |
| ---- | ------------------------------ | --------------- | --------- |
| 1971 | Oso de Plata a la mejor actriz | Simone Signoret | Ganadora  |
| 1971 | Oso de Plata al mejor actor    | Jean Gabin      | Ganador   |